# Pępowo (Grande-Pologne)
Pour les articles homonymes, voir Pępowo.
Pępowo (prononciation : [pɛmˈpɔvɔ], en allemand : Waldeneck) est un village de Pologne, situé dans la voïvodie de Grande-Pologne. Elle est le chef-lieu de la gmina de Pępowo, dans le powiat de Gostyń.
Il se situe à 15 kilomètres au sud-est de Gostyń (siège du powiat) et à 73 kilomètres au sud de Poznań (capitale régionale).
Le village possédait une population de 1 908 habitants en 2014.

## Histoire
Pempowo fait partie de 1815 à 1887 de l'arrondissement de Kröben puis jusqu'en 1920, de l'arrondissement de Gostyn, dans le district de Posen de la province de Posnanie.
De 1975 à 1998, Pępowo faisait partie du territoire de la voïvodie de Leszno.

Depuis 1999, le village fait partie du territoire de la voïvodie de Grande-Pologne.

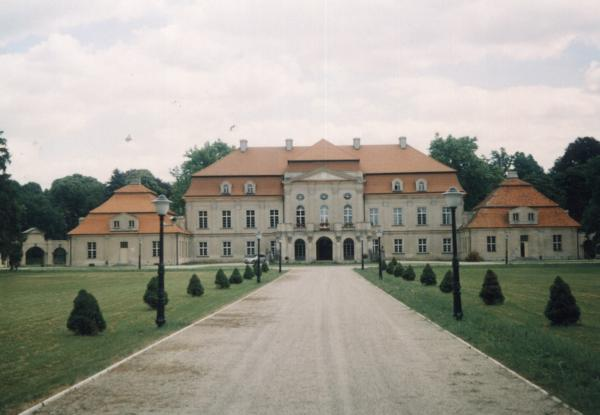
Le palais.
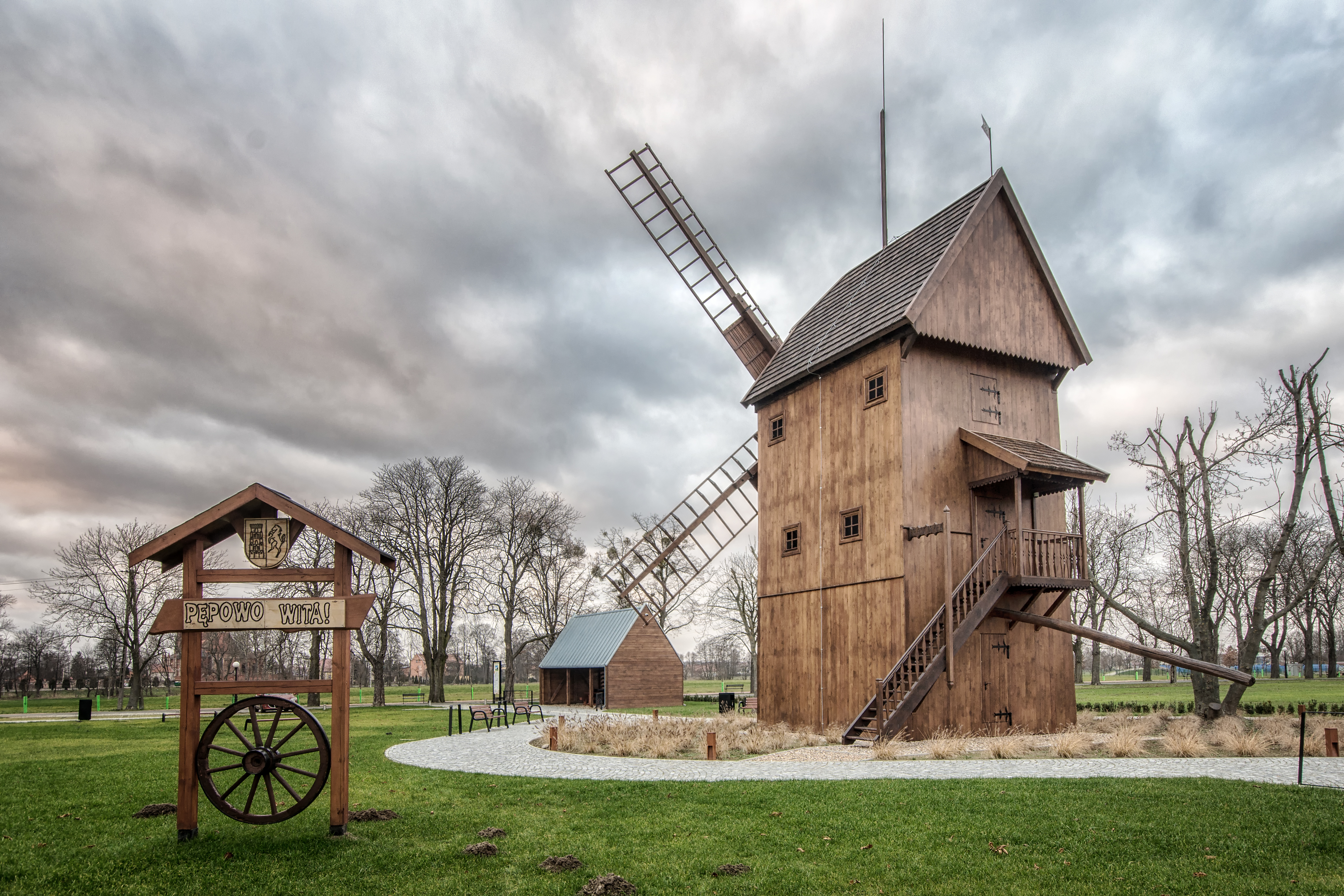
Le moulin.